# Torobülbül
Der Torobülbül (Phyllastrephus hypochloris, Syn.: Phyllastrephus kagerensis; Stelgidillas hypochloris) ist eine Vogelart aus der Familie der Bülbüls (Pycnonotidae).
Die Art wurde mitunter als konspezifisch mit dem Baumannbülbül (Phyllastrephus baumanni) angesehen.

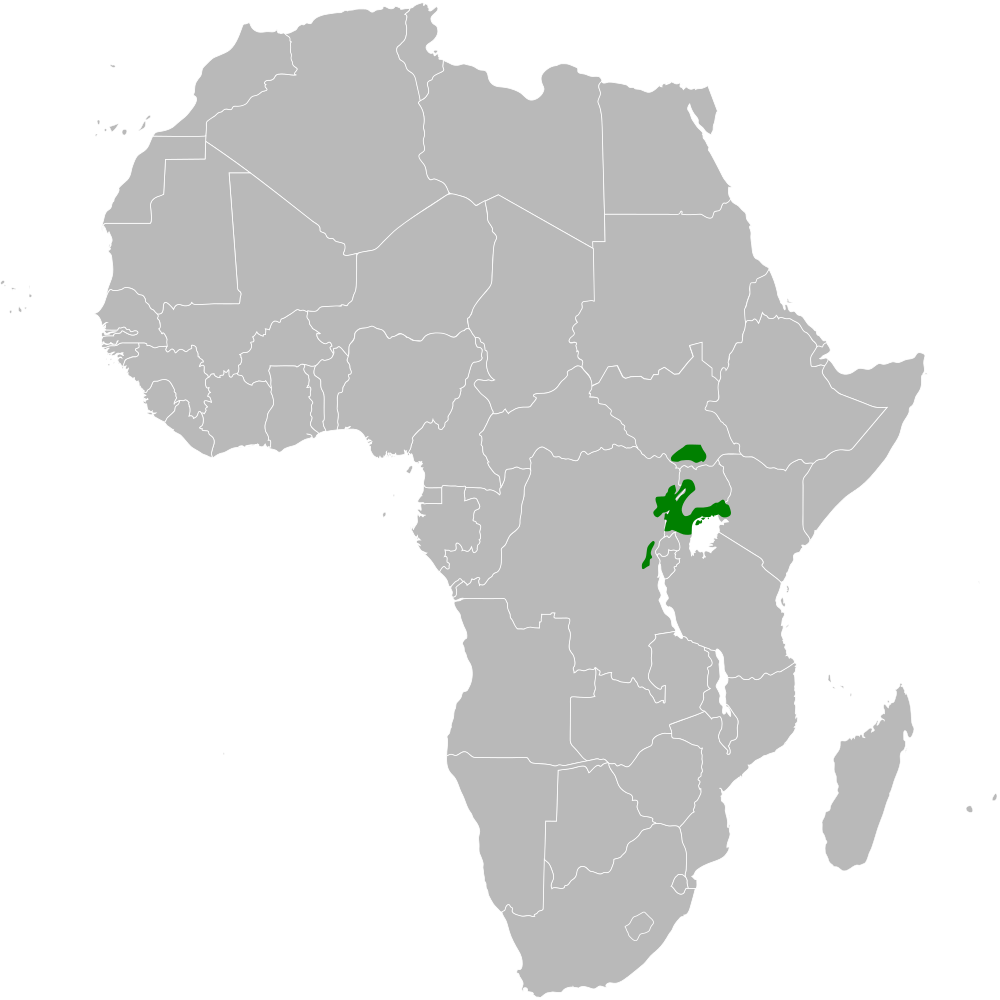
Vorkommen des Torobülbüls

Der Vogel kommt in Afrika vor im Süden des Südsudan, im Osten der Demokratischen Republik Kongo, in Uganda, im äußersten Westen Kenias und im äußersten Nordwesten Tansanias.
Der Lebensraum umfasst immergrünen Primärwald mit dichtem Unterholz, Waldränder und Galeriewald sowie in der Nähe von Lichtungen von 700–1440–2400 m Höhe.
Der Artzusatz kommt von altgriechisch ὑπό- hypó-, deutsch ‚unten‘ und altgriechisch χλωρός chlōrós, deutsch ‚grün‘.
Dieser Vogel ist vermutlich ein Standvogel.

## Merkmale
Die Art ist 17–18 cm groß, das Männchen wiegt 19–30, das Weibchen 17–24 g, ein eher kleiner, dunkler, schmutzig wirkender Bülbül mit wenig Auffälligkeiten. Hält sich im Unterholz auf mit dunklen Augen und einem ziemlich langen Schnabel, am einfachsten anhand der Stimme zu identifizieren. Der ganze Kopf einschließlich der Zügel und der leicht gestrichelten Ohrdecken ist bräunlich-olivgrün, dazu kommt ein angedeuteter blasser, unterbrochener Augenring, die Oberseite ist olivgrün, die Oberschwanzdecken und der Schwanz sind dunkel rotbraun, die Flugfedern sind olivbraun. Der Scheitel ist brauner als der Rest der Oberseite. Die Kehle ist blass grau mit etwas Gelb, Brust und Flanken sind blass olivgrün oder gelblich-olivfarben mit zarter grünlich-gelber Strichelung, die übrige Unterseite ist cremefarben-gelb, die Unterschwanzdecken sind dunkel oliv, die Iris ist bräunlich-orange, der Schnabel ist schwarz mit blasseren Schneidkanten, der Schnabelwinkel ist gelblich, die Beine sind grünlich- oder bläulich-grau. Die untere Brust ist gelb gestrichelt, das ist charakteristisch, aber schwer zu sehen. Die Geschlechter unterscheiden sich nicht, das Weibchen ist im Durchschnitt kleiner. Jungvögel sind am Kopf und an der Unterseite blasser, die Unterschwanzdecken sind hell rotbraun, der Schnabel ist dunkelbraun.
Die Art unterscheidet sich vom Cabanisbülbül (Phyllastrephus cabanisi) durch das dunkle Auge, das weniger leuchtende Gefieder auf Ober- und Unterseite, die gleichförmigere Olivfärbung der Brust und die weniger deutlich abgesetzte Kehle. Sehr ähnlich sind auch der Alexanderbülbül (Eurillas curvirostris) mit kürzerem, kräftigerem Schnabel, mehr Rotbraun oben, dunkler unten und der Grünbülbül (Eurillas virens), der dunkler und matter auf der Oberseite, dunkler an Kehle und Brust und gelblicher auf der Unterseite ist. Von der Ferne sieht die Art aus wie der Schmalschnabelbülbül (Stelgidillas gracilirostris), kommt aber nur im Unterwuchs, nicht in den Wipfeln vor.
Die Art ist monotypisch.

## Stimme
Der Ruf beginnt mit mehreren raspelartigen „whee-oo whéé“ Lauten, gefolgt von lauten, abfallenden „shree-shree-shree-shree“ Tönen.

## Lebensweise
Die Nahrung besteht hauptsächlich aus Insekten, aber auch aus Früchten, die paarweise oder in kleinen Gruppen, seltener in gemischten Jagdgemeinschaften gesucht werden. Die Art lebt sehr versteckt, meist im dichten Bewuchs, erdbodennah. Sie wippt mit dem Schwanz und schlägt auch mit den Flügeln.
Die Brutzeit liegt zwischen Dezember und März in der Demokratischen Republik Kongo.

## Gefährdungssituation
Der Bestand gilt als „nicht gefährdet“ (Least Concern).